# Stanley-hegy
A Stanley-hegy a Rwenzori-hegységben emelkedik. A hegy mind a Kongói Demokratikus Köztársaság mind Uganda legmagasabb hegye, Afrikában a harmadik legmagasabb a Kilimandzsáró (5895 m) és a Kenya-hegy (5199 m) után. A hegy csúcsa és a környező többi csúcs elég magasan helyezkedik el ahhoz, hogy gleccserek alakuljanak ki rajtuk.

## Elhelyezkedése
A sziklás Margherita-csúcs az erdőben gazdag, gleccserekkel borított Rwenzori-hegységben emelkedik ki a Stanley-fennsíkból, az egyenlítőtől mintegy 40 km-re északra és közvetlenül a Nagy-hasadékvölgytől keletre; tőle északra az Albert-tó, délre az Edward-tó fekszik.

## Hegycsúcsai
A Stanley-hegy két ikercsúcsból és az őket körülvevő több alacsonyabb csúcsból áll:
| Csúcs            | méter |
| ---------------- | ----- |
| Margherita-csúcs | 5109  |
| Alexandra-csúcs  | 5091  |
| Albert           | 5087  |
| Savoia           | 4977  |
| Ellena           | 4968  |
| Elizabeth        | 4929  |
| Phillip          | 4920  |
| Moebius          | 4916  |
| Great Tooth      | 4603  |
A Stanley-hegyet Savoyai Lajos Amadé abruzzói herceg, J. Petigax, C. Ollier és J. Brocherel mászta meg először. A Margherita-csúcsot a királynéról, Savoyai Margitról, I. Umbertó olasz király feleségéről nevezték el.

## A táj
Bár a Margherita-csúcs a forró trópusi égövben található, már 4500 m magasságtól enyhébben, 4800 m-től erősen gleccserekkel borított. A gleccsereken kívül jeges hó (firnjég) és hómezők borítják, melyekből hegyi patakok erednek. A hegyekben gyönyörű tengerszemek találhatók és rendkívül buja növényzet, mely a mélyebben fekvő területeken esőerdőt alkot.